# Incidente del British Aerospace Jetstream di East Coast Aviation Services del 2000
Il 21 maggio 2000, un British Aerospace BAe-3101 Jetstream 3101 operato da East Coast Aviation Services (che operava come Executive Airlines) si schiantò contro un terreno montuoso nel comune di Bear Creek presso Wilkes-Barre, in Pennsylvania. L'aereo trasportava 17 giocatori d'azzardo professionisti che tornavano a casa dal casinò Caesar's Palace di Atlantic City, nel New Jersey, insieme a 2 membri dell'equipaggio. L'aereo in questione era stato noleggiato direttamente dal casinò. Tutti i 19 passeggeri ed i piloti a bordo morirono nell'impatto. Questo incidente, insieme all'incidente del volo Aerocaribe 7831, costituirono gli incidenti con il maggior numero di vittime coinvolsero il Jetstream 3101.
Un'indagine condotta dal National Transportation Safety Board determinò che, mentre l'aereo si stava avvicinando all'aeroporto internazionale di Scranton, esaurì il carburante. L'equipaggio avrebbe dovuto rifornire l'aereo con un totale di 180 galloni di carburante, ma ne caricò solo 90.
Sebbene il rapporto finale abbia concluso che l'esaurimento del carburante fosse la causa dell'incidente, non è stato accolto calorosamente da alcuni parenti delle vittime. Molti di loro intentarono una causa contro Executive Airlines e British Aerospace. L'amministratore delegato di Executive Airlines Michael Peragine mise in dubbio il rapporto NTSB, sostenendo che aveva respinto diversi altri fattori che avrebbero potuto essere utili per l'indagine.

## Il volo
Inizialmente l'equipaggio avrebbe dovuto prendere un volo da Farmingdale, New York, ad Atlantic City, New Jersey, alle 09:00 ora locale. Tuttavia i piloti ricevettero una telefonata dal proprietario e amministratore delegato di Executive Airlines, nella quale comunicava che gli era stato assegnato un altro volo per Wilkes-Barre, con un viaggio di ritorno per Atlantic City nel corso della giornata. Novanta galloni di carburante furono aggiunti all'aereo, che partì per Farmingdale alle 09:21 ora locale con 12 passeggeri a bordo, sotto il comando del capitano Cam Basat. Arrivò all'aeroporto internazionale di Atlantic City alle 09:49.
La seconda tappa del volo collegava Atlantic City a Wilkes-Barre. Questo segmento di volo è stato effettuato dagli stessi piloti, con il primo ufficiale Gregory MacVicar come pilota ai comandi. Per qualche motivo nessuno dei due effettuò il necessario rifornimento al loro velivolo, che partì da Atlantic City alle 10:30 con 17 passeggeri a bordo con l'autorizzazione a volare a 5.000 piedi sopra il livello medio del mare.

### Avvicinamento a Wilkes-Barre
Mentre il Jetstream si avvicinava a Wilkes-Barre, i piloti stabilirono un contatto con il controllore di avvicinamento per l'autorizzazione, concessa immediatamente. All'equipaggio è stato fornito un vettore radar per un avvicinamento ILS. Il loro primo tentativo di atterraggio, tuttavia, non ebbe successo. L'equipaggio eseguì un mancato avvicinamento e ricominciò un secondo avvicinamento con un altro vettore radar ILS.

### Inizio del guasto al motore
Alle 11:23 l'equipaggio dichiarò un'emergenza e indicò di avere un "guasto al motore". I piloti ricevettero un altro vettore radar dal controllore del traffico aereo. Alle 11:25, mentre l'aereo stava scendendo di 3.000 piedi, il controllore avvertì che l'altitudine minima di vettore (MVA) era di 3.300 piedi all'interno del settore.
Il controllore lesse anche le condizioni meteorologiche nelle vicinanze e informò l'equipaggio della posizione delle autostrade vicine, suggerendo che avrebbero potuto effettuare un atterraggio d'emergenza. I due piloti rifiutarono e chiesero un vettore radar per l'aeroporto. Una volta inviato il vettore radar, il volo scomparve dallo schermo radar. Le comunicazioni tra l'equipaggio e il controllore, tuttavia, non si fermarono.

## L'incidente
Alle 11:27, l'equipaggio riferì di aver "recuperato il motore sinistro ora" e il contatto radar è stato ristabilito. Tuttavia, pochi secondi dopo il pilota disse di aver perso entrambi i motori. Il controllore informò il volo che la Pennsylvania Turnpike era proprio sotto di loro e chiese di "far sapere [all'ATC] se potete riavere i vostri motori". Non ci furono ulteriori contatti radio.
Le squadre di soccorso vennero informate alle 11:30 e iniziarono a cercare dove era caduto il Jetstream. Il relitto è stato trovato alle 12:45 ora locale. Nessun sopravvissuto. In risposta allo schianto, i vigili del fuoco dell'aeroporto misero in piedi un accampamento improvvisato per i parenti delle vittime.

## I passeggeri e l'equipaggio
Il pilota ai comandi al momento dell'incidente era il primo ufficiale Gregory MacVicar, 38 anni. Fino a quel momento aveva accumulato 1.282 ore di volo totali, di cui circa 742 ore sul Jetstream 3101. Era entrato a far parte di Executive Airlines il 9 novembre 1998.
Il pilota in osservazione era il capitano Cam Basat, 34 anni. Entrò a far parte di Executive Airlines nel 1998 come pilota part-time. A quel tempo, era un pilota a tempo pieno per Atlantic Coast Airlines. Al momento dell'incidente, il capitano aveva accumulato circa 8.500 ore di volo, di cui circa 1.874 come pilota in comando sul Jetstream.

## L'aereo
L'aereo coinvolto nell'incidente era un British Aerospace Jetstream 3101, registrato come N16EJ. Era stato consegnato dalla British Aerospace nel 1988 registrandolo come N851JS. Executive Airlines acquistò l'aereo il 28 ottobre 1996 da Fairchild Dornier. Il suo codice di registrazione è stato cambiato in N16EJ nel settembre 1997. Il primo volo operativo dell'aereo avvenne nel dicembre 1997. Al momento dell'incidente aveva accumulato un totale di 18.503 cicli, per un totale di 13.972 ore di volo.
In seguito si è scoperto che il velivolo era stato coinvolto in diversi incidenti prima dello schianto. Nel 1989 era stato danneggiato dopo aver superato una pista e aver urtato il terreno dopo un decollo interrotto. Nel 1991, l'aereo subì un incendio al motore.

## L'indagine

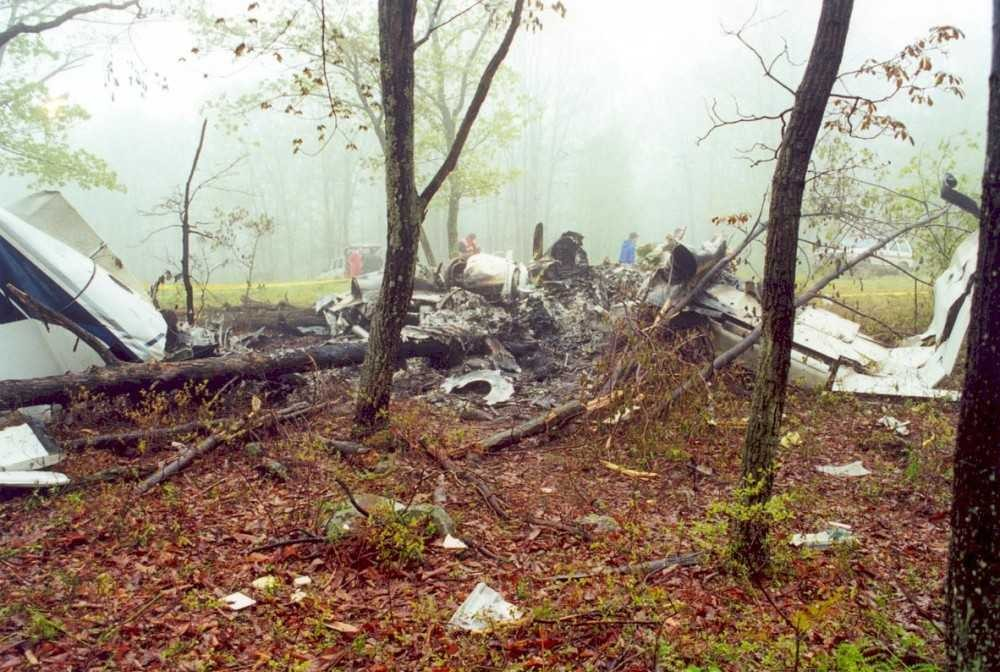
Il luogo dell'incidente indicava che c'erano "danni minimi da incendio" alla vegetazione circostante, facendo sospettare che l'aereo potesse essere a corto di carburante.

Le registrazioni dell'ATC mostravano che, mentre l'aereo si stava avvicinando a Scranton, l'equipaggio a bordo comunicò che si era verificato un guasto al motore a bordo. L'NTSB sospettava che era stato l'esaurimento del carburante a causare il guasto. Ciò è stato dimostrato dal loro esame del luogo dell'incidente. L'NTSB dichiarò che se il volo fosse stato rifornito con carburante sufficiente, l'area bruciata avrebbe dovuto essere più ampia del previsto. Nel caso di questo volo l'incendio era concentrato in un'area piccola e compatta.
L'analisi delle pagine del registro dell'aereo e dei diari dell'equipaggio indicava che erano presenti circa 1.000 libbre di carburante nei serbatoi dell'aereo prima che fossero aggiunte le 600 libbre (90 galloni) il giorno dell'incidente. L'NTSB rivelò che i piloti avevano pianificato di aggiungere altri 180 galloni di carburante. Secondo l'NTSB, se l'equipaggio di volo intendeva caricare 180 galloni (circa 1.200 libbre), era prassi comune dell'industria e dell'azienda ordinare 90 galloni da pompare nel serbatoio sinistro e nel serbatoio destro. Tuttavia, a causa di un problema di comunicazione, all'aereo sono stati aggiunti solo 90 galloni (600 libbre) di carburante. L'equipaggio aveva ordinato 90 galloni, ma non specificò che dovevano essere aggiunti a entrambi i serbatoi. Pertanto, sono stati aggiunti solo 90 galloni di carburante, un totale confermato dalla ricevuta dell'ordine del carburante, che molto probabilmente l'equipaggio non lesse mai.
Il capitano Basat e il primo ufficiale MacVicar completarono così il manifesto di carico. Avevano detto che l'aereo era carico con 2.400 libbre di carburante alla partenza da Farmingdale, ma invece a bordo ce n'erano solo 1.600, ben 800 libbre in meno del previsto. I calcoli dell'NTSB rivelarono che se l'aereo fosse stato caricato con un totale di 2.400 libbre di carburante, l'equipaggio non avrebbe dovuto fare rifornimento ad Atlantic City.
Poiché i piloti credevano che ci fosse abbastanza carburante a bordo, a quanto pare ignorarono le spie di segnalazione della bassa quantità di carburante che li avrebbero avvertirli della scarsità dello stesso. Tuttavia, l'NTSB affermò che queste spie possono essere facilmente "trascurate".
Quando l'aereo esaurì il carburante, il motore destro si fermò per primo. Questo guasto al motore destro fece deviare il Jetstream dalla rotta pianificata. Sebbene i piloti siano stati in grado di riavviare il motore, esso si guastò nuovamente pochi secondi dopo, insieme al sinistro. La bassa velocità ha quindi causato la perdita di controllo dell'aereo.
Il rapporto finale sull'incidente è stato pubblicato il 29 agosto 2002, nel quale si concluse che la causa dell'incidente era da ricercarsi nell'errore del pilota.